# Суинефорд, Альфред Петер
Альфред Петер Суинефорд (англ. Alfred Peter Swineford; 14 сентября 1836, Ашленд, Огайо, США — 26 октября 1909, Джуно, Аляска, США) — американский политический деятель и журналист, член Демократической партии США. Второй губернатор округа Аляска, занимал пост в период с 1885 по 1889 год. Ранее работал журналистом и издателем в Миннесоте и Висконсине, редактором издания Mining Journal в Маркетте (штат Мичиган). Занимал пост мэра Маркетта, являлся членом палаты представителей Мичигана.

## Биография
Альфред Петер Суинефорд родился 14 сентября 1836 года в Ашленде (штат Огайо). Получил образование в местных государственных школах, в возрасте 15 лет начал обучение в типографии: сначала в Ашфорде, затем в Колумбусе. В 1853 году, в конце своего ученичества, Альфред основал в городе Альберт-Ли первое в Миннесоте издание — Southern Star. Также он участвовал в создании газет Banner в городе Ла-Кресент и Union Democrat в Ла-Кроссе.
В 1860 году Суинефорд продал свои доли в газетах и переехал в штат Висконсин, в город Милуоки, где начал публиковать издание Daily Inquirer. В 1864 году он возглавил Review в городе Ошкош, а год спустя переехал в Фон-дю-Лак для работы в издании Democratic Press. В 1867 году Суинефорд переехал в Негони (штат Мичиган) и присоединился к Mining and Manufacturing News. После слияния изданий стал редактором и издателем Mining Journal в Маркетте, оставался на этих постах вплоть до 1884 года.
В январе 1875 года Альфред Суинефорд женился на Психее Синтерии Флауэр (англ. Psyche Cyntheria Flower). В браке родилась одна дочь. Психея скончалась в 1881 году.

### Начало политической карьеры
В период проживания в штате Мичиган Суинефорд присоединился к Демократической партии и в 1871 году был избран в палату представителей Мичигана. В 1872 и 1884 годах он также избирался в качестве делегата от нижней палаты законодательного собрания штата.
В 1883 году Альфред Суинефорд был избран на должность Комиссара штата по статистике полезных ископаемых Мичигана (англ. State Commissioner of Mineral Statistics for Michigan). В том же году он неудачно баллотировался на пост вице-губернатора Мичигана. В 1884 году был избран в качестве мэра Маркетта на двухлетний срок. Кроме того, Суинефорд неоднократно представлял Мичиган на различных мероприятиях федерального уровня.

### Губернатор Аляски
После отставки Джона Кинкеда 7 мая 1885 года президент США Гровер Кливленд назначил Альфреда Суинефорда на пост губернатора округа Аляска. В течение пребывания на посту губернатора Суинефорд активно продвигал инициативу о предоставлении Аляске территориального статуса.
Срок полномочий Суинефорда истёк 20 апреля 1889 года, в период президентства республиканца Уильяма Мак-Кинли.

### Поздние годы
Покинув должность губернатора Аляски, Суинефорд вернулся в Мичиган. В 1892 году, после повторного избрания Кливленда на пост президента США, существовало мнение, что бывший губернатор округа Аляска также вернётся на свой пост. Однако Суинефорд был назначен президентом на должность Генерального инспектора главного земельного управления США (англ. Inspector General of the United States Land Office).
В 1898 году Суинефорд вернулся на Аляску. В том же году он опубликовал книгу Alaska: Its History, Climate and Natural Resources (с англ. — «Аляска: история, климат и природные ресурсы»). Кроме того, его статьи на тему добычи полезных ископаемых публиковались в изданиях Ketchikan Mining Journal (в 1901—1905 годах) и Ketchikan Mines (1907—1908 годы).
Альфред Суинефорд скончался в Джуно 26 октября 1909 года, похоронен на кладбище Эвергрин.